# Alte Synagoge (Kėdainiai)

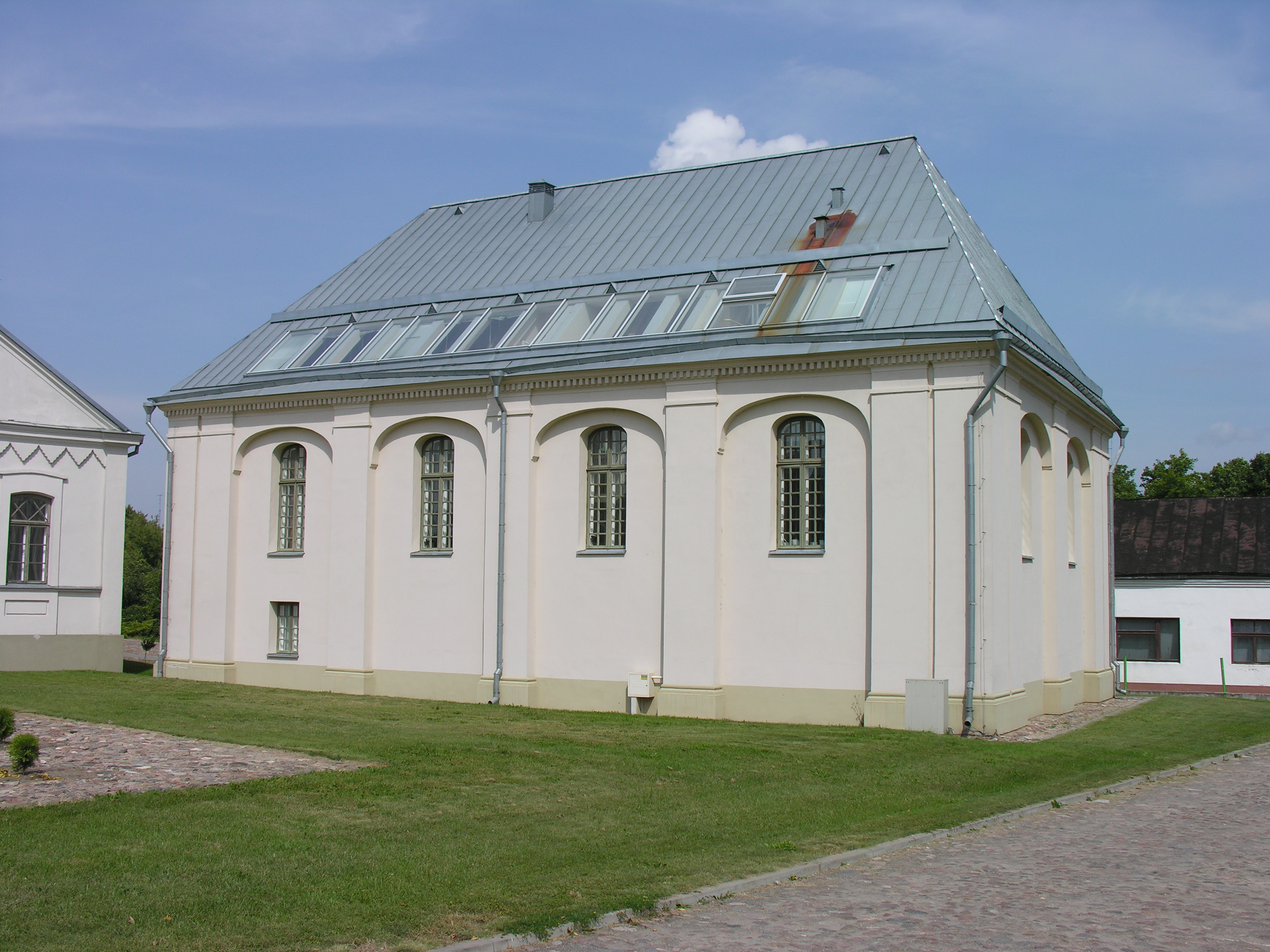
Alte Synagoge in Kėdainiai

Die Alte Synagoge in Kėdainiai, einer Stadt in Litauen, wurde 1784 errichtet. Die profanierte Synagoge steht direkt neben der Neuen Synagoge.
Im Gebäude wurde nach der umfassenden Renovierung das Regionalmuseum eingerichtet.